# 聖乃あすか
聖乃 あすか（せいの あすか、1月19日 - ）は、宝塚歌劇団花組に所属する男役スター。
神奈川県横浜市、市立庄戸中学校出身。身長170cm。愛称は「ほのか」、「あすか」。

## 来歴
2012年、宝塚音楽学校入学。
2014年、音楽学校卒業後、宝塚歌劇団に100期生として入団。入団時の成績は10番。月組公演「宝塚をどり／明日への指針／TAKARAZUKA 花詩集100!!」で初舞台。
2015年、組まわりを経て花組に配属。
2018年の「ポーの一族」で新人公演初主演。その後も3度に渡って新人公演主演を務める。
2021年の「PRINCE OF ROSES」でバウホール公演初主演。100期男役から初のバウホール主演者誕生となった。
2023年の「舞姫」で2度目のバウホール公演主演。
2024年の「Liefie」（日本青年館・ドラマシティ公演）で東上公演初主演。

## 人物
小学2年から習い始めたダンスの講師が宝塚OGだった。
元花組トップスター・真飛聖に憧れて音楽学校受験を決意。経験値を増やそうとモデルの仕事もし、1回目の受験で合格した。
実妹は宝塚OGの水城あおいである。

## 主な舞台

### 初舞台
- 2014年3 - 6月、月組『宝塚をどり』『明日への指針 -センチュリー号の航海日誌-』『TAKARAZUKA 花詩集100!!』

### 組まわり
- 2014年8 - 11月、花組『エリザベート-愛と死の輪舞（ロンド）-』[4]

### 花組時代
- 2015年3 - 6月、『カリスタの海に抱かれて』『宝塚幻想曲（タカラヅカ ファンタジア）』
- 2015年7 - 8月、『ベルサイユのばら-フェルゼンとマリー・アントワネット編-』『宝塚幻想曲（タカラヅカ ファンタジア）』（梅田芸術劇場・台北国家戯劇院）
- 2015年10 - 12月、『新源氏物語』 - 新人公演：藤式部之丞（本役：水美舞斗）『Melodia-熱く美しき旋律-』
- 2016年2 - 3月、『For the people-リンカーン 自由を求めた男-』（ドラマシティ・KAAT神奈川芸術劇場） - ボビー（少年時代）／北軍兵
- 2016年4 - 6月、『ME AND MY GIRL』（宝塚大劇場） - 新人公演：ジェラルド・ボリングボーク（本役：水美舞斗／芹香斗亜）
- 2016年6 - 7月、『ME AND MY GIRL』（東京宝塚劇場） - 新人公演：ジャクリーン・カーストン（ジャッキー）（本役：柚香光／鳳月杏）
- 2016年9月、『仮面のロマネスク』 - ジャン『Melodia-熱く美しき旋律-』（全国ツアー）
- 2016年11 - 2017年2月、『雪華抄（せっかしょう）』『金色（こんじき）の砂漠』 - 賊の男、新人公演：奴隷プリー（本役：瀬戸かずや）
- 2017年3 - 4月、『MY HERO』（TBS赤坂ACTシアター・ドラマシティ） - ラッキー・ハート／ジェイ
- 2017年6 - 8月、『邪馬台国の風』 - イブキ、新人公演：クコチヒコ（本役：芹香斗亜）『Santé!!』
- 2017年10月、『はいからさんが通る』（ドラマシティ・日本青年館） - 藤枝蘭丸[5]
- 2018年1 - 3月、『ポーの一族』 - ジョージィ、新人公演：エドガー・ポーツネル（本役：明日海りお） 新人公演初主演[5][6]
- 2018年5月、『Senhor CRUZEIRO（セニョール クルゼイロ）!』（バウホール） - ガルックス
- 2018年7 - 10月、『MESSIAH（メサイア）-異聞・天草四郎-』 - 徳川家綱、新人公演：夜叉王丸（本役：明日海りお）『BEAUTIFUL GARDEN-百花繚乱-』 新人公演主演[7]
- 2018年11 - 12月、『Delight Holiday』（舞浜アンフィシアター）
- 2019年2 - 4月、『CASANOVA』 - メディニ伯、新人公演：アントーニオ・コンデュルメル・ディ・ピエトロ（本役：柚香光）
- 2019年6 - 7月、『花より男子』（TBS赤坂ACTシアター） - 花沢類[14][7]
- 2019年6月、『恋スルARENA』（横浜アリーナ）[注釈 1]
- 2019年8 - 11月、『A Fairy Tale -青い薔薇の精-』 - 白い薔薇の精、新人公演：エリュ（本役：明日海りお）『シャルム!』 新人公演主演[8][7]
- 2020年1月、『DANCE OLYMPIA』（東京国際フォーラム） - トム[3]
- 2020年7 - 11月、『はいからさんが通る』 - 藤枝蘭丸
- 2021年1 - 2月、『PRINCE OF ROSES-王冠に導かれし男-』（バウホール） - ヘンリー・テューダー バウ初主演[6][9]
- 2021年4 - 7月、『アウグストゥス-尊厳ある者-』 - マエケナス『Cool Beast!!』
- 2021年8 - 9月、『哀しみのコルドバ』 - ビセント・ロペス『Cool Beast!!』（全国ツアー）
- 2021年11 - 2022年2月、『元禄バロックロック』 - タクミノカミ／ダイガク『The Fascination（ザ ファシネイション）!』
- 2022年3 - 4月、『冬霞（ふゆがすみ）の巴里』（ドラマシティ・東京建物 Brillia HALL） - ヴァランタン
- 2022年6 - 9月、『巡礼の年〜リスト・フェレンツ、魂の彷徨〜』 - エミール・ド・ジラルダン『Fashionable Empire』
- 2022年10 - 11月、『フィレンツェに燃える』 - レナート・パリアーノ伯爵『Fashionable Empire』（全国ツアー）
- 2023年1 - 3月、『うたかたの恋』 - ブラットフィッシュ『ENCHANTEMENT（アンシャントマン）-華麗なる香水（パルファン）-』
- 2023年5月、『舞姫』（バウホール） - 太田豊太郎 バウ主演[10][11]
- 2023年7 - 10月、『鴛鴦歌合戦（おしどりうたがっせん）』 - 秀千代『GRAND MIRAGE!』
- 2023年11 - 12月、『BE SHINING!!』（昭和女子大学人見記念講堂・神戸国際会館）
- 2024年2 - 5月、『アルカンシェル』 - イヴ・ゴーシェ[15]
- 2024年7 - 8月、『Liefie（リーフィー）-愛しい人-』（日本青年館・ドラマシティ） - ダーン 東上初主演[12][2]
- 2024年9 - 2025年1月、『エンジェリックライ』- ラウロ／フラウロス『Jubilee（ジュビリー）』
- 2025年3月、『マジシャンの憂鬱』 - ボルディジャール『Jubilee』（博多座）
- 2025年6 - 9月、『悪魔城ドラキュラ／愛, Love Revue!』 - リヒター・ベルモンド
- 2025年11 - 12月、『Goethe!』（東京国際フォーラム・梅田芸術劇場）

## 出演イベント
- 2019年12月、タカラヅカスペシャル2019『Beautiful Harmony』

## CM出演
- 2021年10月 - 、ダイキン工業『うるさらX』[16]

## 受賞歴
- 2019年、『宝塚歌劇団年度賞』 - 2018年度新人賞[17]
- 2023年、『宝塚歌劇団年度賞』 - 2022年度努力賞[18]